# Televisió de Catalunya
La Televisió de Catalunya è un'azienda pubblica televisiva spagnola appartenente alla comunità autonoma della Catalogna. È nata nel 1983, in seguito ad una legge regionale il cui obiettivo principale era potenziare la normalizzazione linguistica del catalano.
Attualmente gestisce sei diversi canali: TV3 (il primo ad iniziare a trasmettere), El 33, Canal Super 3, 3/24, 3XL e Esport 3, più il canale internazionale TV3CAT e il canale in alta definizione TV3 HD.
La rete è visibile in Catalogna, Spagna (Isole Baleari e Frangia d'Aragona), Andorra, Francia (Rossiglione) e Italia (Alghero).